# Aeroporto Internacional de Minneapolis-Saint Paul
O Aeroporto Internacional de Minneapolis-Saint Paul (em inglês:  Minneapolis-Saint Paul International Airport) é o aeroporto de Minneapolis e Saint Paul, no estado de Minnesota. É o décimo sexto aeroporto mais movimentado dos Estados Unidos e o trigésimo primeiro do mundo em termo de passageiros.
Serve além das cidades de Minneapolis e Saint Paul, milhares de passageiros que se deslocam de Iowa, Dakota do Sul, Dakota do Norte, Wisconsin e de outras cidades do Minnesota.
De janeiro a março de 2009, o aeroporto registrou 7 686 246 passageiros, e se continuar nesses números ao longo do ano, no fim de dezembro terá acumulado cerca de 31 000 000 de passageiros, uma queda de quase 10% em relação a 2008.

## Tráfego de passageiros
Ver a consulta original do Wikidata.
| Ano  | Passageiros | Porcentagem |
| ---- | ----------- | ----------- |
| 2000 | 36.751.632  | 5,8%        |
| 2001 | 34.308.389  | 7,1%        |
| 2002 | 32.628.331  | 4,8%        |
| 2003 | 33.201.860  | 1,7%        |
| 2004 | 36.713.173  | 12,5%       |
| 2005 | 37.604.373  | 2,4%        |
| 2006 | 35.612.133  | 5,2%        |
| 2007 | 35.157.322  | 1,2%        |
| 2008 | 34.056.710  | 3,1%        |
| 2009 | 31.000.000  | 9,7%        |